# Axinite
L'axinite è un gruppo di minerali, più precisamente di ciclosilicati.
Il nome si riferisce alla forma dei suoi cristalli: in greco axine, significa infatti "ascia".
Generalmente, i cristalli presentano spigoli taglienti e abito variabile. Si possono trovare nelle superfici interne delle fessure dei graniti, in aggregati o molto grandi, sopra minerali di colore chiaro come il microclino, l’actinolite o la tremolite o granulari su rocce metamorfiche di contatto.

## Composizione e struttura
L’axinite possiede una composizione molto variabile, e quindi rappresenta non un singolo minerale ma un gruppo di minerali. Questo gruppo è formato da:
- axinite-(Fe), la più comune, di color fumo o nero, con sfumature di colore azzurro-viola, contenente ferro;
- axinite-(Mg), contenente magnesio, con riflessi azzurro chiaro o grigi;
- axinite-(Mn), contenente manganese, di color fumo con riflessi gialli-arancio;
- tinzenite, l'intermedio ferro-manganesifero di colore giallo o giallo-bruno.

I primi due termini costituiscono una serie isomorfa all’interno della quale è possibile una sostituzione ferro-manganese in tutte le proporzioni.
La struttura complessa dell’axinite è stata soggetto di lunghi studi: inizialmente si riteneva composta da anelli Si4O12 e triangoli BO3 e gruppi (OH). Analisi più recenti hanno evidenziato che la struttura dell’axinite è invece costituita da gruppi B2Si8O30, dove i tetraedri BO4 hanno in comune tre vertici ciascuno e collegano quattro gruppi Si2O7. Zoltai (1960) ha definito questa struttura come "silicato a gruppi complessi".

## Utilizzi
I minerali del gruppo dell’axinite non sono molto frequenti, perciò è difficile reperire dei cristalli da intagliare e questo ne aumenta il valore. Di solito i tagli più impiegati sono il cabochon o in faccette, che utilizza l’unico elemento simmetrico dell’axinite, ovvero il centro di simmetria, e il pleocroismo di alcuni esemplari.

## Distribuzione
I giacimenti più importanti di axinite si trovano in:
- Bourg d’Oisans, Isère, in Francia;
- varie località della Svizzera;
- Sonnblick, regione di Carinzia, Austria;
- Cornovaglia, Gran Bretagna;
- al nord degli Urali, Russia;
- Obira, in Giappone;
- Monte Isa, Queensland, Australia;
- Luning, in Nevada (USA);
- Franklin, New Jersey (USA);
- San Benito, California, (USA);
- Kalaallit Nunaat, Groenlandia.